# Сонет (сотовый оператор)
Сотовая сеть СОНЕТ — торговая марка российской компании «Персональные коммуникации» (зарегистрировано в Московской Регистрационной палате 21 ноября 1995 г.), под которой она предоставляла услуги мобильной связи в стандарте IS-95 (технология CDMA) в частотном диапазоне 800 МГц.

## История
Как сотовый оператор ОАО «Персональные коммуникации» начали свою деятельность 17 августа 1998 года. Специализировались преимущественно на относительно недорогой безлимитной мобильной связи. Генеральным директором являлся Михаил Валерьевич Сусов. Материнская компания — «МТУ-Информ» (дочерняя компания АФК «Система»). Количество абонентов при закрытии сети — около 100 000. Абонентам предоставлялись новые телефонные аппараты, а также номера телефонов, которые при переходе менялись.
Компанией были получены лицензии на предоставление услуг радиотелефонной связи в Москве и Московской области (Лицензия Госкомсвязи №17454), Владимирской (Лицензия Госкомсвязи №8956), Тверской (Лицензия Госкомсвязи №8959), Ярославской (Лицензия Госкомсвязи №8960) и Тульской (Лицензия Госкомсвязи №9827) областях. На протяжении своего существования, компания испытывала значительные проблемы с регулирующими органами, из-за того что стандарт CDMA-800 был утвержден в 1996 году, в качестве стандарта не подвижной, а фиксированной радиотелефонии.
В 1998 г. в эксплуатацию была запущена сеть на базе сетевого оборудования компании "Qualcomm". В условиях быстрого роста количества абонентов возникли проблемы с пропускной способностью сети. В 1999г. были принято решение о замене существующей инфраструктуры сети. В течение 2000г. Сотовая сеть СОНЕТ произвела полномасштабную замену сетевой инфраструктуры и установила сетевое оборудование последнего поколения, производства ведущего мирового поставщика "Lucent Technologies". В конце 2000 г. и первом квартале 2001 г. введены в эксплуатацию сети во Владимирской, Тверской, Ярославской и Тульской областях.
С самого начала компания не придерживалась стандартного деления аудитории пользователей по платежеспособному, возрастному и др. уровням, а исходила из объема потребностей клиентов в услугах связи. Сотовая сеть СОНЕТ является первым оператором, предложившим своим пользователям безлимитные тарифные планы, ориентированные на многоговорящих абонентов. В 2001 году были введены тарифные планы с посекундной тарификацией, представляющие интерес для абонентов, использующих телефон для небольшого количества разговоров. 
Сеть оператора  была закрыта 28 марта 2005 года (до 1 мая 2005 года сохранялась возможность круглосуточного бесплатного вызова экстренных служб). Причиной стал отказ гос. регулятора в продлении лицензии на диапазон частот под предлогом освобождения частоты в районе 800 Мгц для развития цифрового телевидения (на настоящий момент - 2017 год - для цифрового телевещания DVB-T2 в Москве используются частоты 498, 546 и 578 МГц). 
Оператор некоторое время являлся спонсором интеллектуальной игры «Что? Где? Когда?», программы «Куклы», а также развлекательного телешоу «Экстремальные ситуации».
На 1.05.2005 92,5 % акций принадлежали ЗАО «Скай Линк», 7,5 % — Qualcomm Inc.
В марте 2008 года советом директоров Скай Линка было принято решение о реорганизации ЗАО "Сонет" в форме присоединения к ЗАО Скай Линк.